# 脇坂安総
脇坂 安総（わきざか やすふさ）は、江戸時代前期の旗本。

## 略歴
大洲藩初代藩主・脇坂安治の6男として誕生。母は側室。正室は下津屋宗雄娘。
慶安3年（1650年）9月3日、3代将軍・徳川家光に拝謁すると同時に徳川家綱に附属し、江戸城西の丸の御小姓組に列する。承応元年（1652年）12月18日、廩米300俵を賜るが、承応3年（1655年）、甥・安政が家督を相続した際、上総国長柄郡2,000石を分知され廩米は収公となる。 明暦3年（1657年）、讃岐国丸亀藩3代藩主・山崎治頼の夭逝による改易の際、受取りのため城地に赴く。のちに小普請となる。
延宝5年（1677年）、死去。子孫は旗本として続いた。なお異母兄安元の系譜は幕閣へ取り入るために堀田氏から養子を迎えたことにより途絶えているため、脇坂安治の系譜を伝えたのは小普請の安総の家系である。